# Suomalainen nuija
Suomalainen nuija var en finsknationell studentorganisation, grundad 1875 med uppgift att sammanföra finsksinnade studenter till verksamhet för främjandet av finska språket och finskheten. 
De radikalaste fennomanerna utträdde 1879 ur Suomalainen nuija och bildade föreningen K.P.T. Kring sekelskiftet 1900 upptog Suomalainen nuija även dryftandet av politiska och sociala frågor på sitt program, men splittrades snart mellan gammalfinnar och ungfinnar. Politiska slitningar blev även kring 1913 orsak till att denna dåmera gammalfinska organisation upplöstes, sedan den övergetts först av de konstitutionella och sedan av socialisterna.